# Župnija Lokavec
Župnija Lokavec je rimskokatoliška teritorialna župnija Vipavske dekanije Škofije Koper.

## Sakralni objekti
| #  | Fotografija | Cerkev                   | Kraj    |
| -- | ----------- | ------------------------ | ------- |
| 1. |             | cerkev sv. Lovrenca      | Lokavec |
| 2. |             | cerkev Marije Vnebovzete | Lokavec |
| 3. |             | cerkev sv. Urbana        | Lokavec |

## VIKARJI (14.9.1863-7.11.1935) / ŽUPNIKI (8.11.1935-)
1. Fildel Okron (1806-1889),  november 1856-september 1868
2. Anton Sfiligoj (1827-1907), oktober 1868-november 1873
3. Andrej Juh (1831-1877), november 1873-22.10.1877
4. Štefan Kerkoč (1839-1902), 28.11.1877-27.2.1902
5. Andrej Mesar (1852-1910), 4.6.1902-21.4.1908
6. Henrik Črnigoj (1874-1964), 20.5.1908-7.11.1935

| #  | Ime in priimek | Rojen, umrl | Župnikovanje v Lokavcu            |
| -- | -------------- | ----------- | --------------------------------- |
| 1. | Henrik Črnigoj | 1874–1964   | 8. november 1935 – 7. avgust 1964 |
| 2. | Štefan Gnjezda | 1912–1976   | 20. avgust 1965 – 6. avgust 1976  |
| 3. | Ivan Albreht   | 1945–       | 26. avgust 1976 – 16. avgust 1979 |
| 4. | Janez Filipič  | 1922–2000   | 17. avgust 1979 – 1. februar 2000 |
| 5. | Jože Ličen     | 1937–       | 19. avgust 2000 – 30. julij 2015  |
| 6. | Bogomir Trošt  | 1961–       | 31. julij 2015 – 3. avgust 2018   |
| 7. | Jože Pegan     | 1949–       | 4. avgust 2018 –                  |